# 北国の駅から
「北国の駅から」（きたぐにのえきから）は、1977年9月30日にビクター音楽産業（現：ビクターエンタテインメント〈二代目〉）から発売されたジャッキー吉川とブルー・コメッツの楽曲である。レコード品番はSV-6281。作詞、および作曲はいずれも小田啓義。
この楽曲よりヒロ池ヶ谷、白鳥健二、姫神じゅん、山根宮子、佐伯芳江の5人が脱退し、それらと入れ替わる形で金崎タミキ、早見タロー、渡辺トオルの3人が加入し、再びメンバーとスタイルを一新した。
当初のタイトルは「北国の駅から」というタイトルが付けられていたが、2002年のブルー・コメッツ再結成の際にこの楽曲を作詞・作曲した小田啓義の一声により北国の復興を願うという意味で表題曲のタイトルが「これからは北国で」に改題された。

B面は「時の流れに」。

## 収録曲
※いずれも作詞／作曲：小田啓義
1. 北国の駅から（これからは北国で）
  - 編曲:川口真
2. 時の流れに
  - 編曲：小田啓義